# Pat Hanrahan
Patrick M. Hanrahan (1954) è un informatico, ingegnere, docente e ricercatore presso l'Università di Stanford statunitense.
La sua ricerca si concentra su algoritmi di rendering, unità di elaborazione grafica, nonché illustrazione scientifica e visualizzazione scientifica. Ha ricevuto numerosi premi, tra cui il Turing Award 2019, definito il nobel dell'informatica.

## Istruzione e lavoro accademico
Hanrahan è cresciuto a Green Bay, nel Wisconsin. Ha frequentato l'Università del Wisconsin-Madison e si è laureato in ingegneria nucleare nel 1977, continua la sua formazione nello stesso ateneo. Nel 1981 ha cominciato ad insegnare con un nuovo corso di grafica informatica. Una delle sue prime studentesse era una studentessa laureata in arte, Donna Cox, ora conosciuta per la sua arte e le sue visualizzazioni scientifiche. Ha completato il suo dottorato di ricerca in biofisica alla UW Madison nel 1985. Negli anni '80 ha lavorato presso il Computer Graphics Lab del New York Institute of Technology, progettando alcuni programmi impiegati per il corto The Magic Egg (1984) e il film incompiuto The Works, che doveva essere il primo lungometraggio totalmente in CGI. Successivamente è stato impiegato presso la Digital Equipment Corporation sotto la direzione di Edwin Catmull.

## Carriera
In qualità di dipendente fondatore della Pixar Animation Studios, dal 1986 al 1989 Hanrahan ha partecipato alla progettazione delle specifiche di interfaccia RenderMan e al linguaggio di ombreggiatura RenderMan. È stato accreditato in produzioni Pixar tra cui Tin Toy (1988) e Toy Story - Il mondo dei giocattoli (1995).
Nel 1989 Hanrahan si unì alla facoltà dell'Università di Princeton. Nel 1995 si trasferisce all'Università di Stanford. Nel 2003 Hanrahan ha co-fondato Tableau Software e rimane il suo principale scienziato. Nel febbraio 2005 la Stanford University è stata nominata il primo centro regionale di visualizzazione e analisi per il Dipartimento della sicurezza interna degli Stati Uniti d'America, incentrato sui problemi della visualizzazione delle informazioni e dell'analisi visiva. Nel 2011 Intel Research ha annunciato il finanziamento di un centro per il visual computing, co-guidato da Hanrahan e Jim Hurley di Intel.

## Premi
Hanrahan ha ricevuto tre Oscar per il suo lavoro nel campo del rendering e della ricerca di computer grafica. Nel 1993 Hanrahan e altri dipendenti fondatori della Pixar hanno ricevuto un premio scientifico e ingegneristico per RenderMan. Nel 2004 ha condiviso un premio per la realizzazione tecnica con Stephen R. Marschner e Henrik Wann Jensen, per la ricerca sulla simulazione della dispersione sotterranea della luce in materiali traslucidi. Nel 2014 ha condiviso un premio per la realizzazione tecnica con Matt Pharr e Greg Humphreys, per la loro formalizzazione e implementazione di riferimento dei concetti alla base del rendering basato sulla fisica, come condiviso nel loro libro Physically Based Rendering.
Hanrahan ha ricevuto il SIGGRAPH Steven A. Coons Award del 2003 per eccezionali contributi creativi alla computer grafica, per "la leadership negli algoritmi di rendering, architetture e sistemi grafici e nuovi metodi di visualizzazione per la computer grafica", e il SIGGRAPH Computer Graphics Achievement Award del 1993. È stato inserito nella classe inaugurale dell'Accademia ACM SIGGRAPH del 2018.
È diventato membro della National Academy of Engineering nel 1999, Fellow dell'American Academy of Arts and Sciences nel 2007 e dell'Association for Computing Machinery nel 2008, e ha ricevuto tre premi per l'insegnamento universitario a Stanford.
Hanrahan ha condiviso il Premio Turing 2019 con Catmull per i loro sforzi pionieristici sulle immagini generate al computer.